# Zakrzyce (Rynowo)
Zakrzyce – osada w Polsce położona w województwie zachodniopomorskim, w powiecie łobeskim, w gminie Łobez. Według danych z 29 września 2014 r. wieś miała mieszkańców 9  mieszkających w 1 domu.
W latach 1975–1998 miejscowość administracyjnie należała do województwa szczecińskiego.
Obecnie osada Zakrzyce składa się z jednego bloku mieszkalnego na cztery rodziny i tartaku. Jeszcze kilka lat temu Zakrzyce były nie osobną miejscowością, a kolonią wsi Rynowo.